# Ján Lunter
Ján Lunter (* 15. července 1951, Telgárt) je slovenský podnikatel a politik. Je majitelem rodinné potravinářské firmy, jako nezávislý kandidát v krajských volbách do Banskobystrického samosprávného kraje v listopadu 2017 se ziskem 48, 53 % odevzdaných hlasů porazil vůdce slovenské ultrapravice Mariana Kotlebu (23, 24 %).